# BMW B57

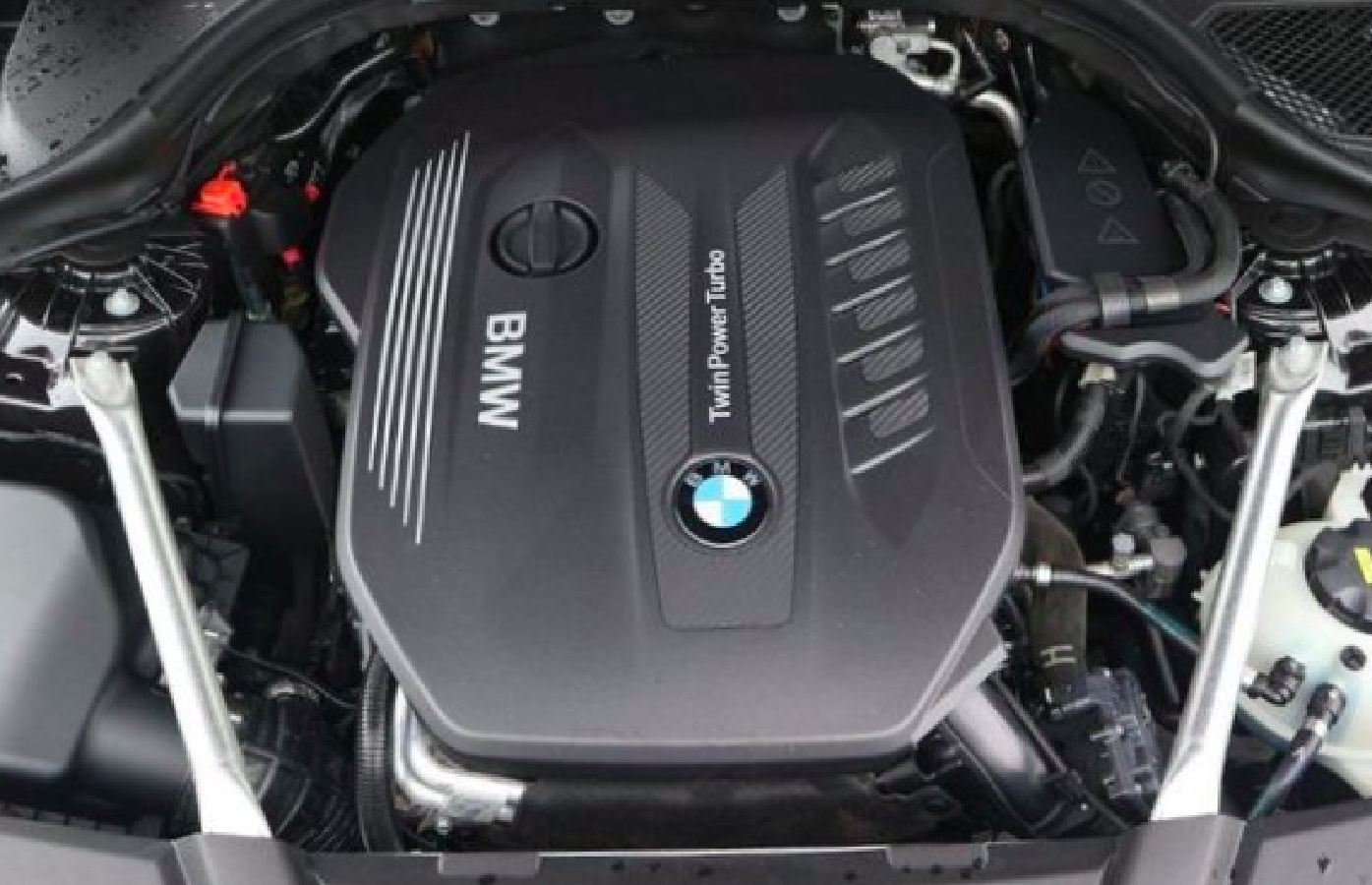

La sigla BMW B57 (per esteso B57D30) identifica un motore diesel sovralimentato prodotto a partire dal 2015 dalla casa automobilistica tedesca BMW.

## Caratteristiche
Si tratta di un motore a 6 cilindri da 3 litri destinato ad affiancare ed in seguito a sostituire il motore N57. Il motore B57 va a far parte di una più ampia famiglia di nuovi motori modulari, che comprende anche unità a 3 e a 4 cilindri, sia benzina che a gasolio, tutte accomunate dal fatto di possedere un gran numero di componenti in comune, in modo da abbattere i costi di produzione. Ad esempio, tanto per citare l'aspetto più notevole, sia il motore B57 che gli altri motori della stessa famiglia possiedono la stessa cilindrata unitaria, pari a 499 cm³. Fa eccezione solo la variante più economica del tricilindrico a benzina, da 1.2 litri di cilindrata.
Trattandosi di un motore diesel, è sprovvisto dei sistemi Vanos e Valvetronic tipici delle BMW.
Queste sono le caratteristiche del motore B57:
- architettura a 6 cilindri in linea;
- basamento in lega di alluminio;
- alesaggio e corsa: 84x90 mm;
- cilindrata: 2993 cm³;
- distribuzione a doppio asse a camme in testa;
- testata a 4 valvole per cilindro;
- albero a gomiti su 5 supporti di banco.

Finora il motore B57 è stato prodotto in tre varianti di potenza, tutte accomunate dal fatto di possedere l'alimentazione di tipo common rail. Ma la più prestante delle tre è anche caratterizzata dal fatto di portare, per la prima volta nella produzione di serie, la sovralimentazione a ben quattro turbocompressori. Tale potente motore è destinato a sostituire gradualmente il precedente motore 3 litri a tre turbocompressori.

## Riepilogo applicazioni
Di seguito vengono mostrate le varianti di potenza e le relative applicazioni:
| Variante | Alimentazione                                           | Rapporto di compressione | Potenza CV/rpm | Coppia Nm/rpm  | Applicazioni                          | Anni di produzione |
| -------- | ------------------------------------------------------- | ------------------------ | -------------- | -------------- | ------------------------------------- | ------------------ |
| B57D30M0 | Turbodiesel common rail                                 | 16,5                     | 249/4000       | 620/ 2000-2500 | BMW 530d / 530d xDrive G30/G31(249CV) | dal 02/2017        |
| B57D30M0 | Turbodiesel common rail                                 | 16,5                     | 249/4000       | 620/ 2000-2500 | BMW 630d / 630d xDrive GT G32 (249CV) | dal 06/2017        |
| B57D30M0 | Turbodiesel common rail                                 | 16,5                     | 249/4000       | 620/ 2000-2500 | BMW X3 xDrive30d G01 (249 CV)         | 08/2017-08/2021    |
| B57D30M0 | Turbodiesel common rail                                 | 16,5                     | 249/4000       | 620/ 2000-2500 | BMW X4 xDrive30d G02 (249 CV)         | 03/2018-08/2021    |
| B57D30M0 | Turbodiesel common rail                                 | 16,5                     | 249/ 3250-4400 | 650/ 1500-2500 | BMW X3 xDrive30d G01 (249 CV)         | dal 09/2021        |
| B57D30M0 | Turbodiesel common rail                                 | 16,5                     | 249/ 3250-4400 | 650/ 1500-2500 | BMW X4 xDrive30d G02 (249 CV)         | dal 09/2021        |
| B57D30O0 | Turbodiesel common rail                                 | 16,5                     | 265/4000       | 620/ 2000-2500 | BMW 330d G20                          | 03/2019-11/2020    |
| B57D30O0 | Turbodiesel common rail                                 | 16,5                     | 265/4000       | 620/ 2000-2500 | BMW 530d / 530d xDrive G30/G31        | 02/2017-06/2020    |
| B57D30O0 | Turbodiesel common rail                                 | 16,5                     | 265/4000       | 620/ 2000-2500 | BMW 630d GT G32                       | 06/2017-06/2020    |
| B57D30O0 | Turbodiesel common rail                                 | 16,5                     | 265/4000       | 620/ 2000-2500 | BMW 730d G11/G12                      | 06/2015-06/2020    |
| B57D30O0 | Turbodiesel common rail                                 | 16,5                     | 265/4000       | 620/ 2000-2500 | BMW X3 xDrive30d G01                  | 11/2017-06/2020    |
| B57D30O0 | Turbodiesel common rail                                 | 16,5                     | 265/4000       | 620/ 2000-2500 | BMW X4 xDrive30d G02                  | 08/2018-08/2021    |
| B57D30O0 | Turbodiesel common rail                                 | 16,5                     | 265/4000       | 620/ 2000-2500 | BMW X5 xDrive30d G05                  | 07/2018-06/2020    |
| B57D30O0 | Turbodiesel common rail                                 | 16,5                     | 265/4000       | 620/ 2000-2500 | BMW X6 xDrive30d G06                  | 09/2019-05/2020    |
| B57D30O0 | Turbodiesel common rail                                 | 16,5                     | 265/4000       | 620/ 2000-2500 | BMW X7 xDrive30d G07                  | 11/2018-05/2020    |
| B57D30T0 | Biturbodiesel common rail                               | 16,5                     | 286/4000       | 650/ 1500-2500 | BMW 330d/ 330d xDrive G20/G21         | dall'11/2020       |
| B57D30T0 | Biturbodiesel common rail                               | 16,5                     | 286/4000       | 650/ 1500-2500 | BMW 530d G30/G31                      | dal 07/2020        |
| B57D30T0 | Biturbodiesel common rail                               | 16,5                     | 286/4000       | 650/ 1500-2500 | BMW 630d GT G32                       | dal 07/2020        |
| B57D30T0 | Biturbodiesel common rail                               | 16,5                     | 286/4000       | 650/ 1500-2500 | BMW 730d G11/G12                      | dal 07/2020        |
| B57D30T0 | Biturbodiesel common rail                               | 16,5                     | 286/4000       | 650/ 1500-2500 | BMW X3 xDrive30d G01                  | dal 08/2020        |
| B57D30T0 | Biturbodiesel common rail                               | 16,5                     | 286/4000       | 650/ 1500-2500 | BMW X4 xDrive30d G02                  | dal 08/2020        |
| B57D30T0 | Biturbodiesel common rail                               | 16,5                     | 286/4000       | 650/ 1500-2500 | BMW X5 xDrive30d G05                  | dal 07/2020        |
| B57D30T0 | Biturbodiesel common rail                               | 16,5                     | 286/4000       | 650/ 1500-2500 | BMW X6 xDrive30d G06                  | dal 08/2020        |
| B57D30T0 | Biturbodiesel common rail                               | 16,5                     | 320/4000       | 680/ 1750-2250 | BMW 540d xDrive G30/G31               | 07/2017-06/2020    |
| B57D30T0 | Biturbodiesel common rail                               | 16,5                     | 320/4000       | 680/ 1750-2250 | BMW 640d GT xDrive G32                | 11/2017-06/2020    |
| B57D30T0 | Biturbodiesel common rail                               | 16,5                     | 320/4000       | 680/ 1750-2250 | BMW 740d G11/G12                      | 10/2015/06/2020    |
| B57D30T0 | Biturbodiesel common rail                               | 16,5                     | 320/4400       | 680/ 1750-2250 | BMW 840d xDrive G15                   | dal 07/2018        |
| B57D30T0 | Biturbodiesel common rail                               | 16,5                     | 326/4400       | 680/ 1750-2750 | BMW X4 xDriveM40d G02                 | 07/2018-06/2019    |
| B57D30T0 | Biturbodiesel common rail                               | 16,5                     | 326/4400       | 680/ 1750-2750 | BMW X3 xDriveM40d G01                 | 03/2018-06/2019    |
| B57D30T0 | Biturbodiesel common rail                               | 16,5                     | 340/4400       | 700/ 1750-2250 | BMW M340d xDrive G20/G21              | dall'11/2020       |
| B57D30T0 | Biturbodiesel common rail                               | 16,5                     | 340/4400       | 700/ 1750-2250 | BMW 440d xDrive G22                   | dal 03/2021        |
| B57D30T0 | Biturbodiesel common rail                               | 16,5                     | 340/4400       | 700/ 1750-2250 | BMW 540d G30/G31                      | dal 07/2020        |
| B57D30T0 | Biturbodiesel common rail                               | 16,5                     | 340/4400       | 700/ 1750-2250 | BMW 640d GT xDrive G32                | dal 07/2020        |
| B57D30T0 | Biturbodiesel common rail                               | 16,5                     | 340/4400       | 700/ 1750-2250 | BMW 740d xDrive G11/G12               | dal 07/2020        |
| B57D30T0 | Biturbodiesel common rail                               | 16,5                     | 340/4400       | 700/ 1750-2250 | BMW X3 xDriveM40d G01                 | dal 08/2020        |
| B57D30T0 | Biturbodiesel common rail                               | 16,5                     | 340/4400       | 700/ 1750-2250 | BMW X4 xDriveM40d G02                 | dal 08/2020        |
| B57D30T0 | Biturbodiesel common rail                               | 16,5                     | 340/4400       | 700/ 1750-2250 | BMW X5 xDrive40d G05                  | dal 07/2020        |
| B57D30T0 | Biturbodiesel common rail                               | 16,5                     | 340/4400       | 700/ 1750-2250 | BMW X6 xDrive40d G06                  | dal 08/2020        |
| B57D30T0 | Biturbodiesel common rail                               | 16,5                     | 340/4400       | 700/ 1750-2250 | BMW X7 xDrive40d G07                  | dal 08/2020        |
| B57D30S0 | Diesel sovralimentato mediante quattro turbocompressori | 16                       | 400/4400       | 760/ 2000-3000 | BMW M550d xDrive G30/G31              | 03/2017-06/2020    |
| B57D30S0 | Diesel sovralimentato mediante quattro turbocompressori | 16                       | 400/4400       | 760/ 2000-3000 | BMW 750d G11/G12                      | 07/2016-11/2020    |
| B57D30S0 | Diesel sovralimentato mediante quattro turbocompressori | 16                       | 400/4400       | 760/ 2000-3000 | BMW X5 M50d G05                       | 07/2018-11/2020    |
| B57D30S0 | Diesel sovralimentato mediante quattro turbocompressori | 16                       | 400/4400       | 760/ 2000-3000 | BMW X6 M50d xDrive G06                | 09/2019-11/2020    |
| B57D30S0 | Diesel sovralimentato mediante quattro turbocompressori | 16                       | 400/4400       | 760/ 2000-3000 | BMW X7 xDriveM50d G07                 | 11/2018-12/2020    |